# Новожилов Генадій Дмитрович
Геннадій Дмитрович Новожилов (1936—2007) — російський радянський і російський художник-графік, художник-мультиплікатор, письменник, журналіст.

## Біографія
Народився в 1936 році в Москві. Навчався в Московській Художній середній школі (1949—1953), потім вступив на курси художників-мультиплікаторів при студії «Союзмультфільм», де навчався разом з такими художниками як Юрій Норштейн, Франческа Ярбусова і Валентин Караваєв. Завершуючи навчання стажувався в групі сестер Брумберг (Зінаїда Брумберг, Валентина Брумберг) у режисера-мультиплікатора Григорія Козлова. З 1953 року працював мультиплікатором мальованих фільмів на студії «Союзмультфільм», потім в 1959—1961 роках — мультиплікатором і художником на студії «Грузія-фільм».
Після 1961 року працював в мультиплікації епізодично. Свою популярність Геннадій Дмитрович знайшов в якості ілюстратора літературних творів. Як художник, працюючи за договорами, проілюстрував близько 250 книг, в тому числі твори Пушкіна, Гоголя, Толстого, Тургенєва, братів Стругацьких (Готель «У Загиблого Альпініста»). Він став першим ілюстратором роману Михайла Булгакова «Майстер і Маргарита», а також першим радянським ілюстратором роману Володимира Войновича «Життя і незвичайні пригоди солдата Івана Чонкіна». Також працював з редакціями журналів «Зміна», «Юність», «Вогник», «Шукач» і багатьма іншими.
Геннадій Дмитрович виступав як письменник-прозаїк. Він є автором понад 30 публікацій в журналах «Новий світ», «Вогник», «Радянський екран» та інших. Писав художню прозу. Художник-постановник ряду ігрових фільмів.
Був членом Спілки журналістів Москви, член Московського об'єднаного комітету художників-графіків.
У 2007 році був відзначений премією Спілки Журналістів Москви, за серію портретів для історичної рубрики «Здалеку» в журналі «Зміна» і за ілюстрування книг відомих російських письменників, ставши першим художником, який отримав цю премію.
Геннадій Дмитрович Новожилов помер 13 жовтня 2007 року. Похований на Донському кладовищі в Москві.
Він був одружений з художницею Аїдою Новожиловою.
У 2008 році пройшла перша персональна ретроспективна виставка художника.

## Фільмографія

### Режисер
- 1963 — Грім і блискавка (Гніт № 17) (мультиплікаційний) — спільно з А. Бабанівським

### Сценарист
- 2006 — Мена — автор сценарію

### Художник-постановник
- 1959 — Після гудка — спільно з Л. Поповим
- 1963 — Грім і блискавка (Гніт № 17) (мультиплікаційний) — спільно з А. Бабанівським
- 1974 — Пригоди Чичикова — у ф. «Манілов», «Ноздрьов»
- 1982 — Випадок в квадраті 36-80 — спільно з Г. Кошелева
- 2002 — Про рибака і рибку
- 2005 — Дівчинка і кріт

### Художник
- 1961 — Цуна і Цруцуна

### Художник-мультиплікатор
- 1955 — Зачарований хлопчик
- 1955 — Острів помилок (реж. Зінаїда Брумберг, Валентина Брумберг)
- 1955 — Стьопа-моряк
- 1956 — Мільйон в мішку (реж. Дмитро Бабіченко)
- 1956 — Старі знайомі
- 1956 — Шакалчик і верблюд
- 1957 — В деякому царстві (реж. Іван Іванов-Вано)
- 1957 — Верлиока
- 1957 — Наше сонце
- 1957 — Знову двійка
- 1957 — Привіт друзям! (Реж. Мстислав Пащенко, Дмитро Бабіченко, Борис Дежкін)
- 1957 — Снігова королева (реж. Лев Атаманов)
- 1958 — Золоті колоски
- 1958 — Перша скрипка (реж. Дмитро Бабіченко)
- 1959 — Новорічна подорож
- 1959 — Після гудка (реж. Вахтанг Бахтадзе)

1960 — Тигр і осел (реж. Отар Андронікашвілі)
- 1961 — Цуна і Цруцуна